# Хазиахметов, Тавиль Гиниатович
Тавиль Гиниятович Хазиахметов (тат. Тавил Гыйният улы Хаҗиәхмәтов; 3 февраля 1936, Юсуп-Алан — 25 мая 2007, Казань, Татарстан, Россия) — народный художник Татарстана, заслуженный деятель искусств Республики Татарстан, автор флага Республики Татарстан.

## Биография
Тавиль Гиниятович Хазиахметов родился 3 февраля 1936 года в деревне Юсуп-Алан Сабинского района Татарской АССР. В 1957 году окончил Казанское художественное училище. В 1963 году окончил графический факультет Ленинградский институт живописи, скульптуры и архитектуры им. И. Е. Репина. Дипломная работа в ВАХ — оформление и иллюстрации к роману Г. Ибрагимова «Наши дни». Присвоена квалификация художника-графика.
Первыми работами художника были гравюры на дереве.
1971 г. — член Союза художников СССР. 1978 г. — Заслуженный деятель искусств Татарской АССР. 1984 — Народный художник Татарской АССР. 1987 — Государственная премия Татарской АССР имени Габдуллы Тукая.
В 1963—1968 годы — художник-график в газете «Яшь ленинче»; с 1968 года — в журнале «Ялкын», одновременно — в Таткнигоиздате в области книжной графики; лауреат премии им. Г. Тукая.
Был женат, есть сын и дочь.
Умер 25 мая 2007 года в Казани.

## Основные произведения
- графические иллюстрации к «Моабитским тетрадям» Мусы Джалиля (1985)
- к поэме Кул Гали «Кыйсса-и Йосыф (Сказание о Йусуфе)» (1983)
- эскизы театральных костюмов к спектаклям Татарского академического театра:
- «Кол Гали (Кул Гали)» Нурихана Фаттаха (1973)
- «Бахтияр Канкаев» Туфана Миннуллина (1975)
- Художественный образ Государственного флага Республики Татарстан (в соавторстве)[5]